# ミュージックタウン音市場
ミュージックタウン音市場（ミュージックタウンおといちば）は、沖縄県沖縄市にあるコザ・ミュージックタウンに入居する音楽施設。
ホール、スタジオ、プロジェクトルーム、音楽広場で構成されており音楽イベントや沖縄全島エイサーまつりを盛り上げるために沖縄県沖縄市の数ヶ所で開催されるエイサーナイト会場の1つとして利用される。
2018年3月25日には1階・2階にエイサー会館がオープンした。エイサーに関する歴史などを映像やパネルで紹介するとともに、太鼓や衣装を用いて実際に演舞体験ができる（後述）。
さらに2025年4月にはヒストリート内のおんがく村がミュージックタウン音市場に再移転することとなっている。

## 施設

### ホール
ステージ
- 間口14.4m、奥行8.9m

集客スペース
- オールスタンディングの時（1,100名）
- イス席の時（489席）
- テーブル、イス席の時（200席）

### スタジオ
STUDIO 1
- 簡易録音が可能なスタジオ。室内は約14.8m2。STUDIO 2との併用可能。

STUDIO 2
- リハーサルや練習に使用するスタジオ。室内は約36.5m2。STUDIO 1との併用可能。

STUDIO 3
- リハーサルや練習に使用するスタジオ。室内は約32m2。鏡張りでダンス練習などの利用可能。

### プロジェクトルーム
- 音楽、映像、画像を編集する事ができるプロジェクトルームがある。
- 音楽編集システム、映像編集ソフト、画像編集ソフト、音楽編集ソフト、ProToolsLEやDigitalPerformer、ノンリニアなどの機材が利用可能。

### 音楽広場

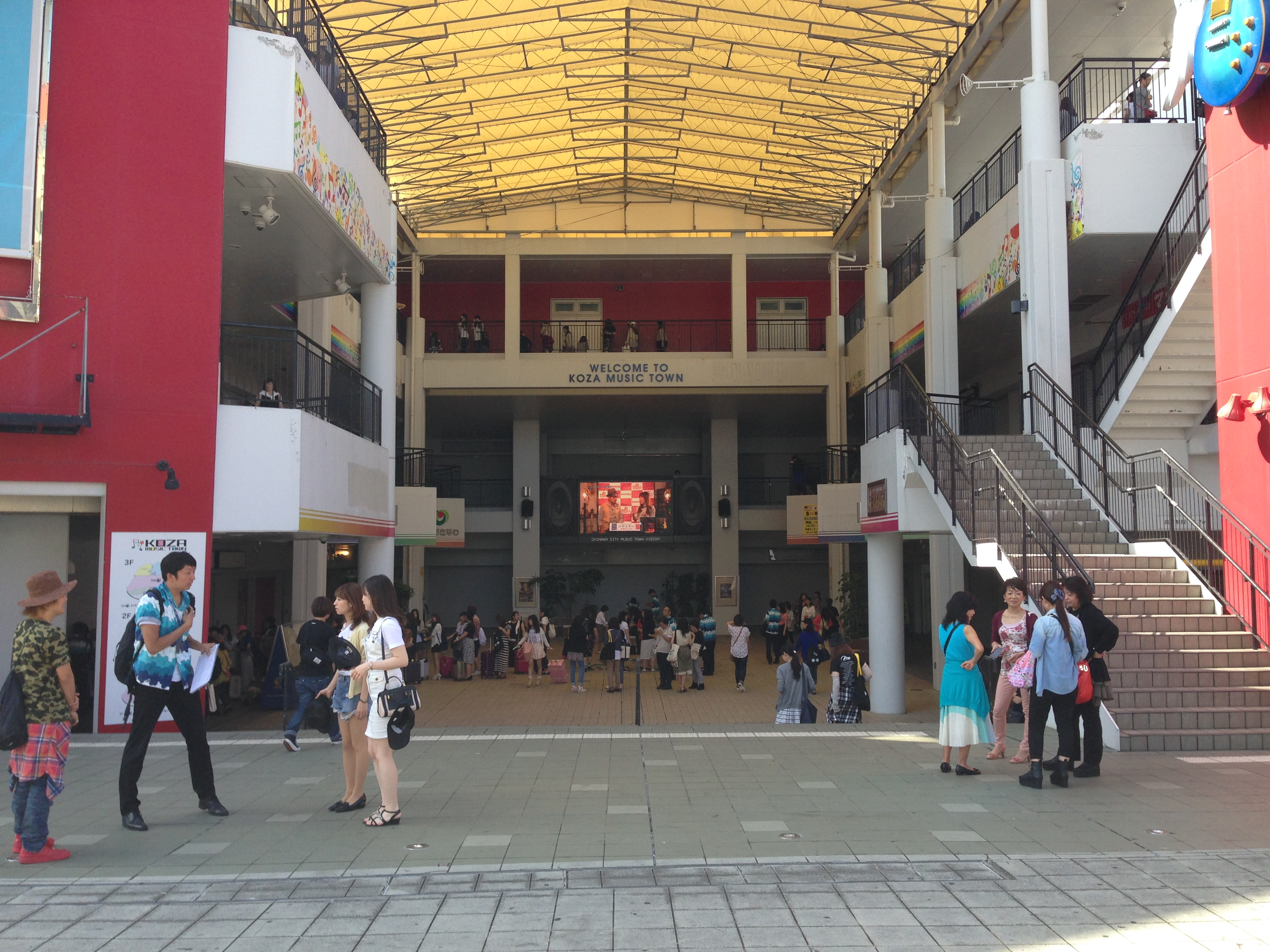
音楽広場

- コザ・ミュージックタウン1階、開放的な吹き抜けスペースの1階音楽広場。ストリートライブや各種イベント（祭りや展示会など）が開催されている。
- イベント利用の際は仮設ステージ、音響、照明、テーブル、イスなどが利用可能。
- 大型ビジョンが設置されておりプロモーションビデオやイベントのPRの放映が可能。イベント時には映像との連動も可能。
- イベントがない時は、市民の交流の場として開放されている。

## エイサー会館

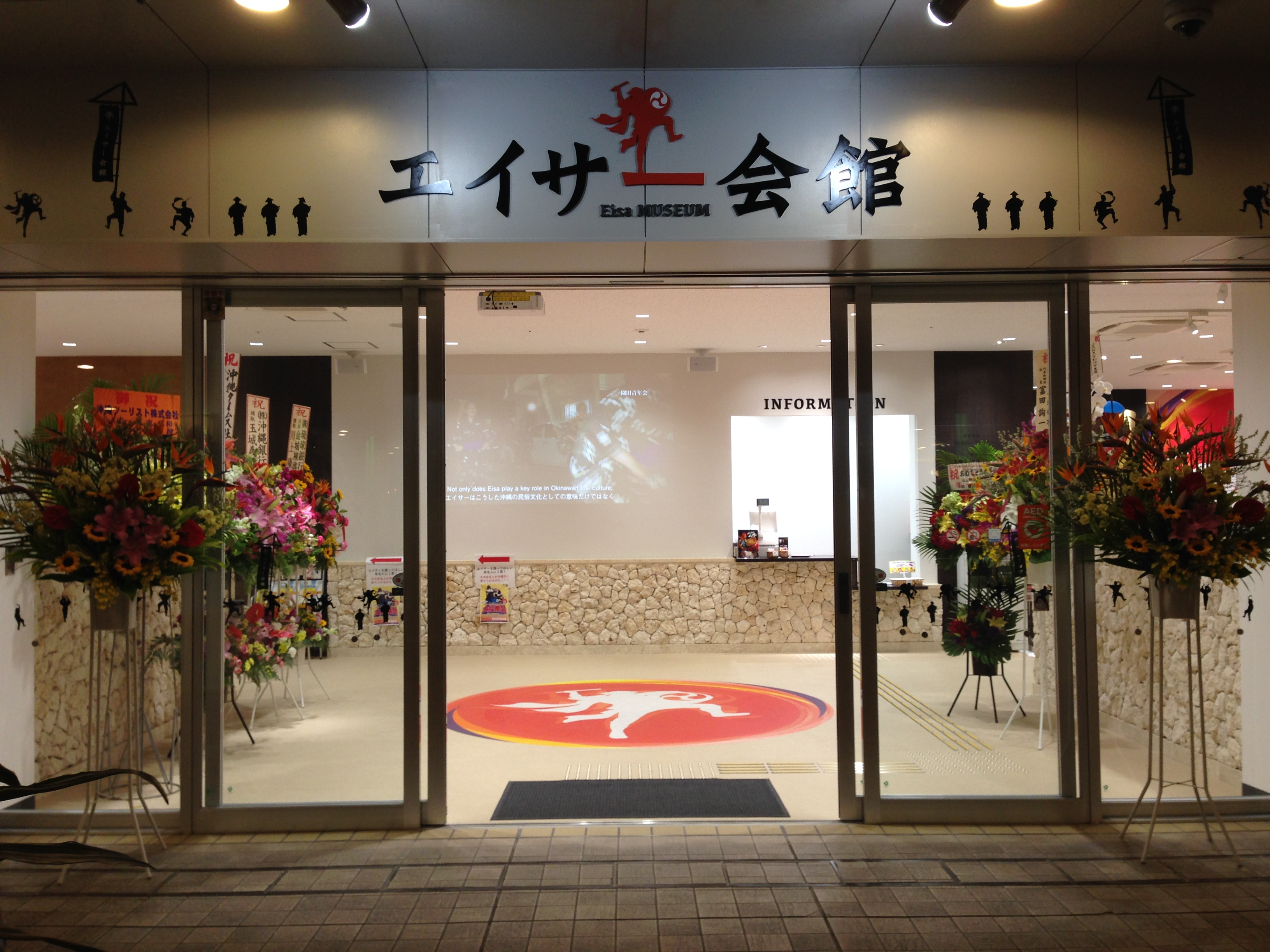
エイサー会館入口

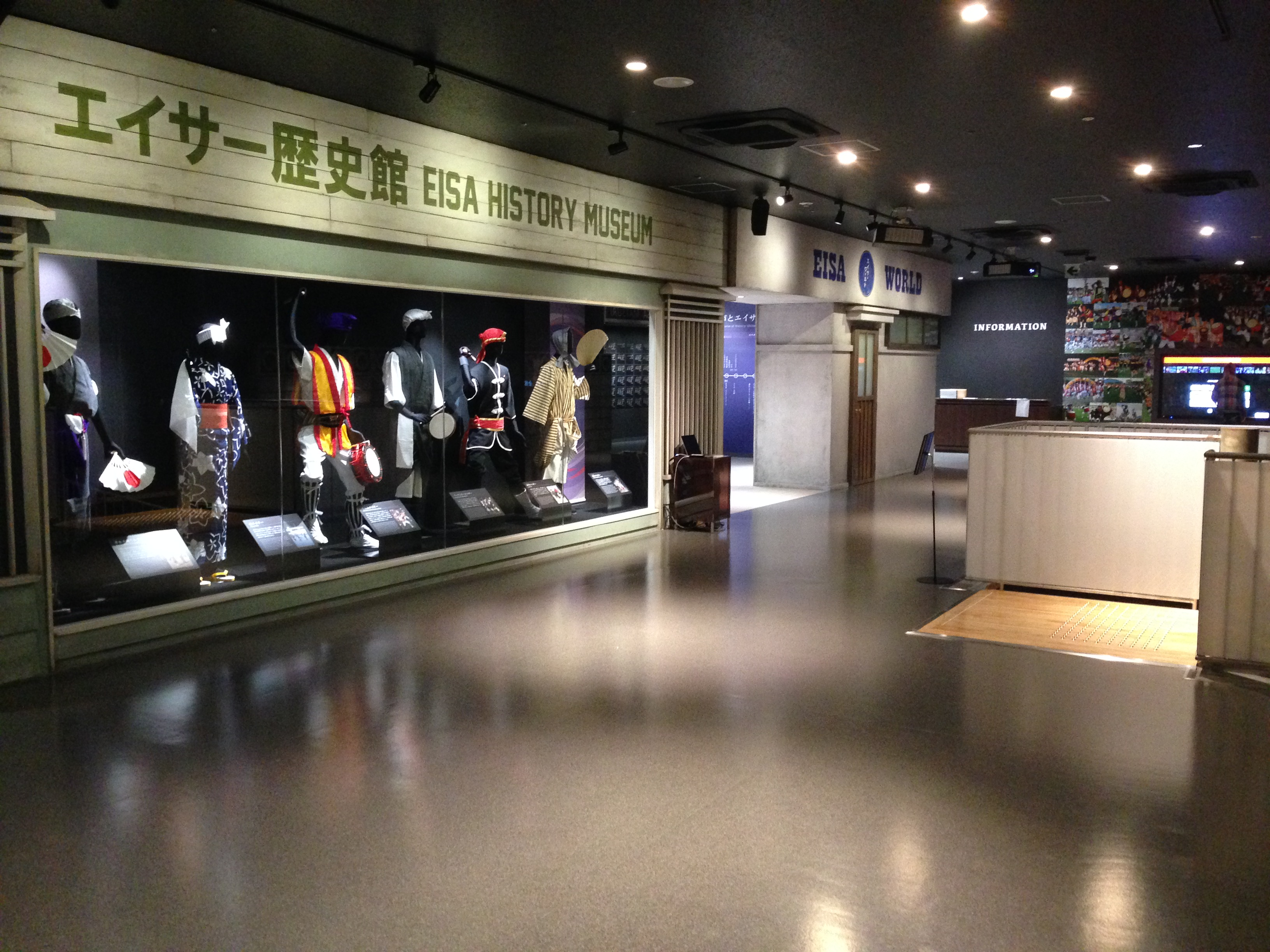
エイサー会館の館内

沖縄市では1956（昭和31）年から同市で続く全島エイサーまつり（前身の全島エイサーコンクールを含む）や、市内各地域でエイサーが盛んに行われていることを背景に、2007（平成19）年に「エイサーのまち宣言」を行った。エイサー文化の継承・発展・魅力を発信する場として「エイサー会館」を計画、2018（平成30）年3月25日に開館した。エイサー会館ホームページ

### 1階
1階は「ウェルカムコーナー」として、エイサーに関する基本情報を書籍や映像、「エイサークイズ」などで紹介している。この他、エイサーグッズをはじめとするノベルティや記念品、おみやげを販売するショップを設置している。1階部分は無料で利用できる。

### 2階
2階は「展示・体験コーナー」として、実際にエイサーで使われる道具の展示や音楽の紹介、演舞映像の上映の他、実際に衣装や太鼓を使った演舞体験を行うことができる。「エイサーアーカイブ」では過去のエイサーや県外のエイサーの映像を鑑賞することができる。
なお、2階の見学は有料となっている（下記）。
- 一般：300円（団体250円）
- 小学生・中学生・高校生：100円（団体80円）
- 小学生未満：無料

## アクセス

### 自動車
- 沖縄自動車道：沖縄南ICから約5分
- 那覇空港から約50分

### バス
琉球バス交通/沖縄バス/東陽バス -「中の町」及び「胡屋」バス停下車、徒歩2分

## 周辺
- 国道330号
- 沖縄県道20号線（通称：「空港通り（ゲート通り）」・「くすの木通り」）
- 胡屋十字路
- 一番街商店街
- 琉球銀行コザ支店共同ビル
- 「中の町」バス停
- 「胡屋」バス停